# AS Livorno Calcio 2015/2016
AS Livorno Calcio spelade 2015/2016 i italienska Serie B, laget slutade på 20:e plats och flyttades därmed ned i Serie C. I Coppa Italia gick Livorno in i andra omgången. Laget åkte sedan ur turneringen i tredje omgången mot Carpi.

## Organisation

### Ledning
- Ordförande: Aldo Spinelli t.o.m. 2016-01-25[1]
- Viceordförande: Silvano Siri t.o.m. 2016-01-25[1]
- Sportchef: Elio Signorelli t.o.m. 2016-01-22[2]

Franco Ceravolo fr.o.m. 2016-01-22
- Team Manager: Piero Ceccarini
- Tränare: Christian Panucci t.o.m. 2015-11-25[3] och fr.o.m. 2016-01-27[4] t.o.m. 2016-03-21[5]

Bortolo Mutti fr.o.m. 2015-11-25 t.o.m. 2016-01-27
Franco Colomba fr.o.m. 2016-03-21 t.o.m. 2016-04-16
Ezio Gelain fr.o.m. 2016-04-16

## Matchställ
Leverantör: Legea
| · Förstaställ | · Alternativ | · Andraställ | · Alternativ | · Tredjeställ |  |

| · Målvakt förstaställ | · Målvakt andraställ |  |

## Spelartrupp
| Nr          | Namn                 | Nationalitet | Position  | Född (ålder)      |
| Målvakter   | Målvakter            | Målvakter    | Målvakter | Målvakter         |
| ----------- | -------------------- | ------------ | --------- | ----------------- |
| 1           | Guido Pulidori       | Italien      | MV        | 23 mars 1997      |
| 12          | Carlo Pinsoglio      | Italien      | MV        | 16 mars 1990      |
| 22          | Matteo Ricci         | Italien      | MV        | 4 februari 1994   |
| Försvarare  |                      |              |           |                   |
| 2           | Emerson Ramos Borges | Brasilien    | MB        | 16 augusti 1980   |
| 5           | Lorenzo Gonelli      | Italien      | MB        | 28 juni 1993      |
| 6           | Andrea Gasbarro      | Italien      | MB / VB   | 7 januari 1995    |
| 11          | Alessandro Lambrughi | Italien      | VB / MB   | 19 maj 1987       |
| 15          | Martino Borghese*    | Schweiz      | MB        | 5 juni 1987       |
| 16          | Arturo Calabresi°    | Italien      | MB / HB   | 17 mars 1996      |
| 17          | Federico Ceccherini  | Italien      | MB        | 11 maj 1992       |
| 23          | Maicon da Silva°     | Brasilien    | HB / HM   | 10 mars 1993      |
| 23          | Luca Antonini*       | Italien      | HB / VB   | 4 augusti 1982    |
| 24          | Gabriele Morelli     | Italien      | HB / VB   | 12 december 1996  |
| 33          | Jherson Vergara      | Colombia     | MB        | 26 maj 1994       |
| 45          | Tonći Kukoč°         | Kroatien     | VB        | 25 september 1990 |
| Mittfältare |                      |              |           |                   |
| 3           | Paolo Regoli*        | Italien      | HM /HB    | 24 april 1991     |
| 4           | Andrea Schiavone     | Italien      | CM        | 23 februari 1993  |
| 7           | Marco Moscati        | Italien      | HM        | 1 november 1992   |
| 8           | Andrea Luci (C)      | Italien      | CM        | 30 mars 1985      |
| 14          | Armando Vajushi      | Albanien     | HY / VY   | 12 mars 1991      |
| 20          | Mattia Valoti*       | Italien      | OM        | 6 september 1993  |
| 21          | Enej Jelenič         | Slovenien    | HM / VM   | 11 december 1992  |
| 26          | Jami Rafati          | Italien      | CM        | 26 april 1994     |
| 27          | Marco Biagianti      | Italien      | CM        | 19 april 1984     |
| 28          | Andrea Palazzi       | Italien      | CM        | 24 februari 1996  |
| 30          | Mattia Aramu         | Italien      | OM        | 14 maj 1995       |
| 44          | Riccardo Cazzola     | Italien      | CM        | 8 januari 1985    |
| 45          | Andrés Schetino*     | Uruguay      | CM        | 26 maj 1994       |
| Anfallare   |                      |              |           |                   |
| 9           | Gianmario Comi       | Italien      | CF        | 23 mars 1992      |
| 10          | Daniele Vantaggiato  | Italien      | CF        | 10 oktober 1984   |
| 16          | Jaime Báez Stábile * | Uruguay      | CF        | 25 april 1995     |
| 19          | Francesco Fedato     | Italien      | HY / VY   | 15 oktober 1992   |
| 32          | Cristian Bunino      | Italien      | CF        | 27 augusti 1996   |
| 37          | Cristian Pasquato°   | Italien      | CF/HY/VY  | 20 juli 1989      |

° Spelaren lämnade klubben i januari.

* Spelaren anslöt till klubben i januari.

## Övergångar

### Sommaren 2015
| Köpta   | Köpta | Köpta             | Köpta        | Köpta      |
| Datum   | Pos   | Spelare           | Från         | Anmärkning |
| ------- | ----- | ----------------- | ------------ | ---------- |
| 19 juni | F     | Andrea Gasbarro   | US Pontedera | [ 7 ]      |
| 24 juni | A     | Gianmario Comi    | AC Milan     | lån        |
| 3 juli  | MF    | Andrea Palazzi    | Inter        | lån        |
| 12 juli | F     | Arturo Calabresi  | Roma         | lån        |
| 18 juli | MF    | Andrea Schiavone  | Juventus     | lån        |
| 21 juli | A     | Francesco Fedato  | Sampdoria    | lån        |
| 28 juli | MV    | Carlo Pinsoglio   | Juventus     | lån        |
| 5 aug   | MF    | Mattia Aramu      | Torino       | lån        |
| 19 aug  | MF    | Armando Vajushi   | ChievoVerona | lån        |
| 25 aug  | F     | Jherson Vergara   | AC Milan     | lån        |
| 29 aug  | A     | Cristian Bunino   | Juventus     | lån        |
| 31 aug  | MF    | Riccardo Cazzola  | Atalanta     | lån        |
| 31 aug  | A     | Cristian Pasquato | Juventus     | lån        |
| 25 sep  | F     | Tonći Kukoč       | CSKA Sofia   | gratis     |

| Sålda   | Sålda | Sålda                 | Sålda      | Sålda      |
| Datum   | Pos   | Spelare               | Från       | Anmärkning |
| ------- | ----- | --------------------- | ---------- | ---------- |
| 19 juni | F     | Giuseppe Gemiti       | Bari       | [ 20 ]     |
| 1 juli  | F     | Alessandro Bernardini |            |            |
| 1 juli  | MF    | Luca Belingheri       |            |            |
| 1 juli  | A     | Andrej Galabinov      |            |            |
| 2 juli  | A     | Luca Siligardi        | Verona     | [ 21 ]     |
| 8 juli  | A     | Jefferson             | Latina     | [ 22 ]     |
| 13 juli | MV    | Luca Mazzoni          |            | [ 23 ]     |
| 14 juli | F     | Antonio Meola         | Matera     | [ 24 ]     |
| 15 sep  | A     | Simone Dell'Agnello   | Savona     | lån        |
| 16 sep  | F     | Riccardo Regno        | Pro Patria | lån        |
| 16 sep  | MF    | Mirko Bigazzi         | Pro Patria | lån        |
| 30 sep  | MF    | Andrea Molinelli      |            |            |

### Januari 2016
| Köpta  | Köpta | Köpta            | Köpta      | Köpta      |
| Datum  | Pos   | Spelare          | Från       | Anmärkning |
| ------ | ----- | ---------------- | ---------- | ---------- |
| 8 jan  | MF    | Paolo Regoli     | Latina     | lån        |
| 21 jan | A     | Jaime Báez       | Fiorentina | lån        |
| 22 jan | F     | Martino Borghese | Como       | [ 28 ]     |
| 28 jan | MF    | Andres Schetino  | Fiorentina | lån        |
| 1 feb  | F     | Luca Antonini    | Ascoli     | lån        |
| 1 feb  | MF    | Mattia Valoti    | Pescara    | lån        |

| Sålda  | Sålda | Sålda               | Sålda   | Sålda        |
| Datum  | Pos   | Spelare             | Från    | Anmärkning   |
| ------ | ----- | ------------------- | ------- | ------------ |
| 6 jan  | F     | Arturo Calabresi    | Roma    | avslutat lån |
| 22 jan | F     | Tonći Kukoč         | Como    | [ 28 ]       |
| 1 feb  | A     | Christiano Pasquato | Pescara | avslutat lån |

## Matcher

### Träningsmatcher
| 18 juli 2015 | Livorno                                                                                               | 11-0 | Lokal representation | Acqui Terme |  |  |
|              | Garrido de Mesa 12′ Vantaggiato 31′ 41′ 44′ 45′ Emerson 49′ Lambrughi 60′ Comi 68′ 73′ Cragno 76′ 79′ |      |                      |             |  |  |
|              | |      |                      |             |  |  |

| 21 juli 2015 | Livorno                                                                                  | 6-1 | Aris Limasol | Acqui Terme |  |  |
|              | Garrido de Mesa 6′ Vantaggiato 29′ Garrido de Mesa 31′ Vantaggiato 39′ Luci 45′ Comi 48′ |     |              |             |  |  |
|              |                                                                                          |     |              |             |  |  |

| 25 juli 2015 | Livorno                                   | 3-1 | Oltrepo Voghera | Acqui Terme |  |  |
|              | Fedato 35′ Fedato 37′ Garrido de Mesa 31′ |     | Buglio 25′      |             |  |  |
|              |                                           |     |                 |             |  |  |

| 28 juli 2015 | Olympique Marseille | 1–2 | Livorno               | Cannes                                          |  |  |
|              | Sarr 63′            |     | Fedato 26′ Maicon 71′ | Arena: Stade Pierre de Coubertein Publik: 2 500 |  |  |
|              |                     |     |                       |                                                 |  |  |

| 22 augusti 2015 | Pietrasanta | 1–3 | Livorno                            |                           |  |  |
|                 | Peselli 16′ |     | Aramu 52′ Schiavone 71′ Fedato 71′ | Publik: 200 Domare: Rossi |  |  |
|                 |             |     |                                    |                           |  |  |

| 29 augusti 2015 | Carrarese              | 2–2 | Livorno               | Serravezza                                        |  |  |
|                 | Gherardi 7′ Sbraga 76′ |     | Fedato 18′ Bunino 80′ | Arena: Stadio Pozzi Publik: 200 Domare: Pelagetti |  |  |
|                 |                        |     |                       |                                                   |  |  |

### Coppa Italia
| 2:a omgången 8 augusti 2015 | Livorno                    | 2–0 | Ancona | Livorno                                    |  |  |
|                             | Comi 106′ Vantaggiato 115′ |     |        | Arena: Stadio Armando Picchi Publik: 2 500 |  |  |
|                             |                            |     |        |                                            |  |  |

| 3:e omgången 16 augusti 2015 | Carpi | 2–0 | Livorno | Carpi                                     |  |  |
|                              | Andrea Lazzari 42' Jerry Uche Mbakogu 43' Luca Marrone 44' Simone Romagnoli 102' Ryder Matos 107′ Ryder Matos 116′ |     | 6' Alessandro Lambrughi 16' Emerson 32' Maicon 65' Federico Ceccherini 91' Francesco Fedato 102' Gianmario Comi 107' Andrea Luci 113' Andrea Schiavone | Arena: Stadio Sandro Babassi Publik: 1365 |  |  |
|                              | |     | |                                           |  |  |

### Serie B
| 1 6 september 2015 | Livorno                                                                              | 4–0 | Pescara                | Livorno                                                                |  |  |
|                    | Vantaggiato 6′ Vantaggiato 33′ Morelli 39' Ceccherini 42′ Fedato 53′ Vantaggiato 61' |     | 6' Fiorillo 43' Benali | Arena: Stadio Armando Picchi Publik: 5'858 Domare: Fancesco Paolo Saia |  |  |
|                    |                                                                                      |     |                        |                                                                        |  |  |

| 2 12 september 2015 | Como                                                                            | 1-2 | Livorno                                                               | Novara                                                             |  |  |
|                     | Alessandro Baffo 14′ Marco Cassetti 48' Andrea Marconi 64' Osariemen Ebagua 77' |     | 33' Alessandro Lambrughi 42′ Francesco Fedato 65′ Daniele Vantaggiato | Arena: Stadio Silvio Piola Publik: 2016 Domare: Daniele Martinelli |  |  |
|                     |                                                                                 |     |                                                                       |                                                                    |  |  |

| 3 18 september 2015 | Livorno | 3–1 | Brescia | Livorno                                    |  |  |
|                     |         |     |         | Arena: Stadio Armando Picchi Publik: 6'755 |  |  |
|                     |         |     |         |                                            |  |  |

| 4 21 september 2015 | Ternana | 2-3 | Livorno | Terni                                      |  |  |
|                     |         |     |         | Arena: Stadio Libero Liberati Publik: 4412 |  |  |
|                     |         |     |         |                                            |  |  |

| 5 26 september 2015 | Livorno | 1-2 | Speiza | Livorno                                    |  |  |
|                     |         |     |        | Arena: Stadio Armando Picchi Publik: 8'843 |  |  |
|                     |         |     |        |                                            |  |  |

| 6 3 oktober 2015 | Cesena | 1-0 | Livorno | Cesena                     |  |  |
|                  |        |     |         | Arena: Stadio Dino Manuzzi |  |  |
|                  |        |     |         |                            |  |  |